# 紫竹院街道
紫竹院街道，是中华人民共和国北京市海淀區下辖的一个街道办事处。东至中关村南大街，与北下关街道相邻；南至双紫渠，与甘家口、八里庄街道相邻；西至长河，与曙光街道相邻；北至北三环西路—长春桥路，与海淀街道相邻。

## 行政区划

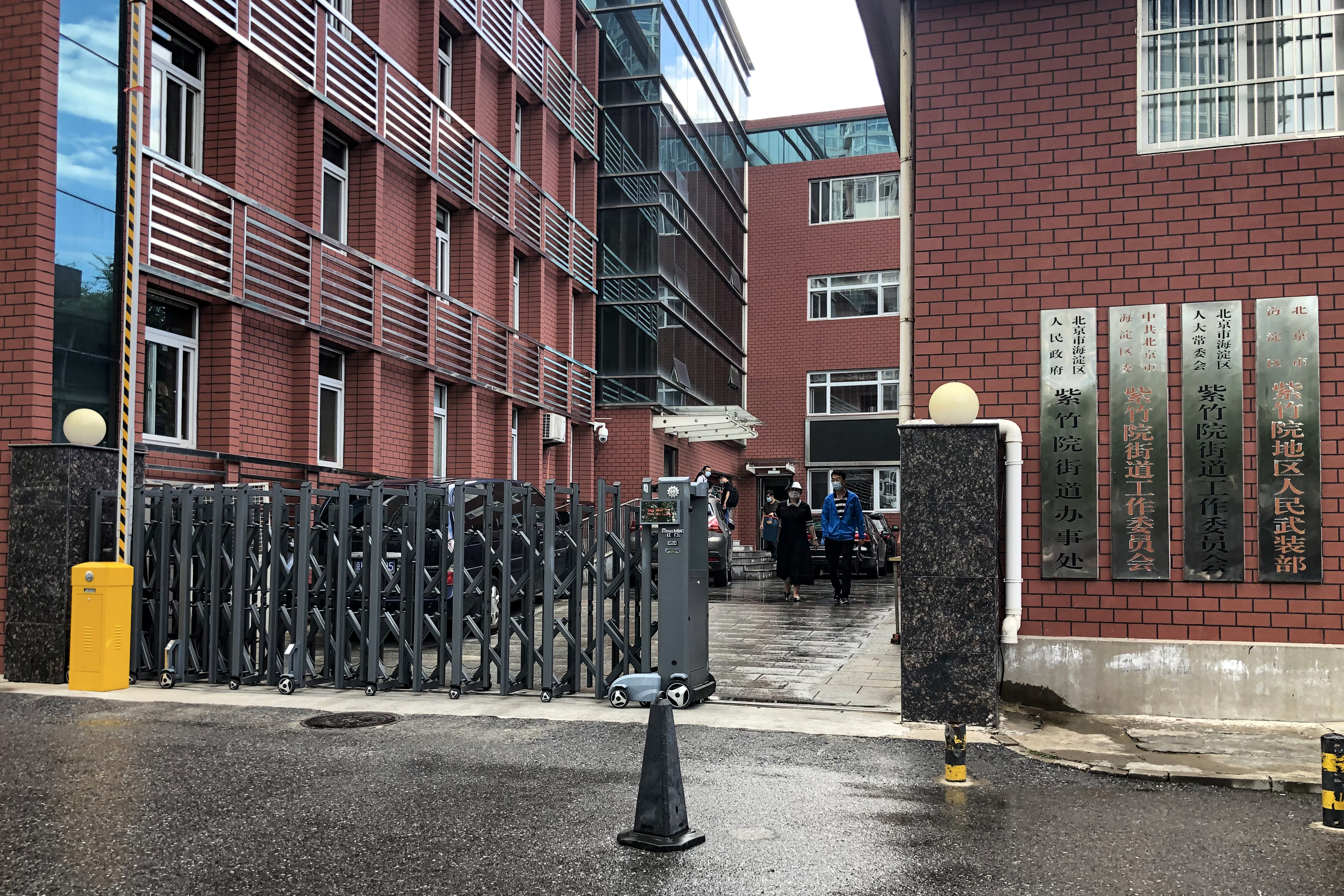
紫竹院街道办

紫竹院街道下辖以下社区：
魏公村北区社区、魏公村南区社区、韦伯豪社区、法华寺社区、万寿寺社区、紫竹社区、三虎桥社区、北洼路社区、厂洼第一社区、厂洼第二社区、车道沟社区、车道沟南里社区、北京理工大学社区、中央民族大学社区、北京外国语大学社区、中国青年政治学院社区、航天部五院社区、总政社区、万寿山庄社区、兵器工业机关社区、军乐团社区、西苑饭店西区社区和厂洼社区。